# Radoslav Conev
Radoslav Aleksandrov Conev (in bulgaro Радослав Александров Цонев?, traslitterazione anglosassone: Radoslav Tsonev; Blagoevgrad, 29 aprile 1995) è un calciatore bulgaro, centrocampista del Tobyl.

## Carriera

### Club
Fratello gemello di Borislav Conev, cresce calcisticamente nel Pirin Blagoevgrad e a 14 anni entra nel settore giovanile del Levski Sofia, con cui esordisce in prima squadra nella massima serie del campionato bulgaro nella partita vinta per 3-0 contro il Montana il 27 maggio 2011, entrando in campo al posto di Darko Tasevski. Il 29 aprile 2013 firma il primo contratto professionistico con il club di Sofia.
Nel luglio 2013 si trasferisce con la formula del prestito al Botev Vraca, dove rimane sino al gennaio 2014. Colleziona 8 presenze prima di fare ritorno al Levski.
Il 21 aprile 2014 segna il primo gol con la maglia del Levski nel derby contro il CSKA Sofia.
Il 22 agosto 2016 firma con il Lecce, in Lega Pro. Segna il suo primo gol in Italia in Juve Stabia-Lecce 2-3, partita del campionato di Lega Pro giocata il 20 novembre 2016. Con il club giallorosso vince il campionato di Serie C 2017-2018, ottenendo la promozione in Serie B.
Non impiegato nella prima parte del campionato di Serie B 2018-2019, l'8 gennaio 2019 si trasferisce in prestito alla Viterbese Castrense, in Serie C. Rientrato al Lecce, non viene inserito nella rosa per il campionato di Serie A 2019-2020. Nel gennaio 2020 passa in prestito al Monopoli, in Serie C.
Tornato al Lecce, il 14 settembre 2020 è ceduto al Levski Sofia a titolo definitivo. Alla seconda presenza stagionale, il 26 settembre in casa del Botev Plovdiv, dopo essere andato in gol su calcio di rigore nel primo tempo, è costretto a lasciare il campo nel secondo tempo a causa di un infortunio al legamento crociato, che lo tiene lontano dai campi per i successivi sei mesi.

### Nazionale
Ha giocato nelle nazionali Under-17 e Under-19 della Bulgaria. Il 3 settembre 2014 ha esordito nella nazionale Under-21, nel pareggio esterno per 2-2 contro i pari età dell'Estonia.
Ha esordito con la nazionale maggiore bulgara il 12 ottobre 2021, nella gara casalinga vinta per 2-1 contro l'Irlanda del Nord valida per le qualificazioni al campionato del mondo 2022.

## Statistiche
Statistiche aggiornate al 3 ottobre 2021.

### Presenze nei club
| Stagione            | Squadra             | Campionato          | Campionato | Campionato | Coppe nazionali | Coppe nazionali | Coppe nazionali | Coppe continentali | Coppe continentali | Coppe continentali | Altre coppe | Altre coppe | Altre coppe | Totale | Totale |
| Stagione            | Squadra             | Comp                | Pres       | Reti       | Comp            | Pres            | Reti            | Comp               | Pres               | Reti               | Comp        | Pres        | Reti        | Pres   | Reti   |
| ------------------- | ------------------- | ------------------- | ---------- | ---------- | --------------- | --------------- | --------------- | ------------------ | ------------------ | ------------------ | ----------- | ----------- | ----------- | ------ | ------ |
| 2010-2011           | Levski Sofia        | A PFG               | 1          | 0          | CB              | 0               | 0               | UEL                | 0                  | 0                  | -           | -           | -           | 1      | 0      |
| 2011-2012           | Levski Sofia        | A PFG               | 0          | 0          | CB              | 0               | 0               | UEL                | 0                  | 0                  | -           | -           | -           | -      | -      |
| 2012-2013           | Levski Sofia        | A PFG               | 0          | 0          | CB              | 1               | 0               | UEL                | 0                  | 0                  | -           | -           | -           | 1      | 0      |
| 2013-gen. 2014      | Botev Vraca         | B PFG               | 3          | 0          | CB              | 0               | 0               | -                  | -                  | -                  | -           | -           | -           | 3      | 0      |
| gen. 2014           | Levski Sofia        | A PFG               | 0+10       | 0+1        | CB              | 1               | 0               | UEL                | 0                  | 0                  | -           | -           | -           | 11     | 1      |
| 2014-2015           | Levski Sofia        | A PFG               | 5+5        | 0+2        | CB              | 4               | 1               | -                  | -                  | -                  | -           | -           | -           | 14     | 3      |
| 2015-2016           | Levski Sofia        | A PFG               | 26         | 0          | CB              | 2               | 0               | -                  | -                  | -                  | -           | -           | -           | 28     | 0      |
| lug.-ago. 2016      | Levski Sofia        | PL                  | 0          | 0          | CB              | 0               | 0               | UEL                | 0                  | 0                  | -           | -           | -           | 0      | 0      |
| ago. 2016-2017      | Lecce               | LP                  | 26+1       | 4+0        | CI+CI-LP        | 0+1             | 0+0             | -                  | -                  | -                  | -           | -           | -           | 28     | 4      |
| 2017-2018           | Lecce               | C                   | 21         | 2          | CI+CI-C         | 1+1             | 0+0             | -                  | -                  | -                  | SC          | 2           | 0           | 25     | 2      |
| 2018-gen. 2019      | Lecce               | B                   | 0          | 0          | CI              | 0               | 0               | -                  | -                  | -                  | -           | -           | -           | 0      | 0      |
| Totale Lecce        | Totale Lecce        | Totale Lecce        | 47+1       | 6+0        |                 | 3               | 0               |                    |                    |                    |             | 2           | 0           | 53     | 6      |
| gen.-giu. 2019      | Viterbese Castrense | C                   | 18+2       | 3          | CI-C            | 6               | 0               | -                  | -                  | -                  | -           | -           | -           | 26     | 3      |
| 2019-gen. 2020      | Lecce               | A                   | 0          | 0          | CI              | 0               | 0               | -                  | -                  | -                  | -           | -           | -           | 0      | 0      |
| gen.-giu. 2020      | Monopoli            | C                   | 6+1        | 0          | CI+CI-C         | -               | -               | -                  | -                  | -                  | -           | -           | -           | 7      | 0      |
| 2020-2021           | Levski Sofia        | PL                  | 6          | 1          | CB              | 0               | 0               | -                  | -                  | -                  | -           | -           | -           | 6      | 1      |
| 2020-2021           | Levski Sofia        | PL                  | 7          | 1          | CB              | 1               | 0               | -                  | -                  | -                  | -           | -           | -           | 8      | 1      |
| Totale Levski Sofia | Totale Levski Sofia | Totale Levski Sofia | 45+15      | 2+3        |                 | 7               | 1               |                    | 0                  | 0                  |             |             |             | 68     | 6      |
| Totale carriera     | Totale carriera     | Totale carriera     | 119+19     | 13         |                 | 17              | 1               |                    | 0                  | 0                  |             | 2           | 0           | 157    | 14     |

### Cronologia presenze in nazionale
| Cronologia completa delle presenze e delle reti in nazionale ― Bulgaria | Cronologia completa delle presenze e delle reti in nazionale ― Bulgaria | Cronologia completa delle presenze e delle reti in nazionale ― Bulgaria | Cronologia completa delle presenze e delle reti in nazionale ― Bulgaria | Cronologia completa delle presenze e delle reti in nazionale ― Bulgaria | Cronologia completa delle presenze e delle reti in nazionale ― Bulgaria | Cronologia completa delle presenze e delle reti in nazionale ― Bulgaria | Cronologia completa delle presenze e delle reti in nazionale ― Bulgaria |
| Data                                                                    | Città                                                                   | In casa                                                                 | Risultato                                                               | Ospiti                                                                  | Competizione                                                            | Reti                                                                    | Note                                                                    |
| ----------------------------------------------------------------------- | ----------------------------------------------------------------------- | ----------------------------------------------------------------------- | ----------------------------------------------------------------------- | ----------------------------------------------------------------------- | ----------------------------------------------------------------------- | ----------------------------------------------------------------------- | ----------------------------------------------------------------------- |
| 12-10-2021                                                              | Sofia                                                                   | Bulgaria                                                                | 2 – 1                                                                   | Irlanda del Nord                                                        | Qual. Mondiali 2022                                                     | -                                                                       | 46’                                                                     |
| 11-11-2021                                                              | Odessa                                                                  | Ucraina                                                                 | 1 – 1                                                                   | Bulgaria                                                                | Amichevole                                                              | -                                                                       | 61’                                                                     |
| 15-11-2021                                                              | Lucerna                                                                 | Svizzera                                                                | 4 – 0                                                                   | Bulgaria                                                                | Qual. Mondiali 2022                                                     | -                                                                       | 70’                                                                     |
| Totale                                                                  |                                                                         | Presenze                                                                | 3                                                                       |                                                                         | Reti                                                                    | 0                                                                       |                                                                         |

| Cronologia completa delle presenze e delle reti in nazionale ― Bulgaria under 21 | Cronologia completa delle presenze e delle reti in nazionale ― Bulgaria under 21 | Cronologia completa delle presenze e delle reti in nazionale ― Bulgaria under 21 | Cronologia completa delle presenze e delle reti in nazionale ― Bulgaria under 21 | Cronologia completa delle presenze e delle reti in nazionale ― Bulgaria under 21 | Cronologia completa delle presenze e delle reti in nazionale ― Bulgaria under 21 | Cronologia completa delle presenze e delle reti in nazionale ― Bulgaria under 21 | Cronologia completa delle presenze e delle reti in nazionale ― Bulgaria under 21 |
| Data                                                                             | Città                                                                            | In casa                                                                          | Risultato                                                                        | Ospiti                                                                           | Competizione                                                                     | Reti                                                                             | Note                                                                             |
| -------------------------------------------------------------------------------- | -------------------------------------------------------------------------------- | -------------------------------------------------------------------------------- | -------------------------------------------------------------------------------- | -------------------------------------------------------------------------------- | -------------------------------------------------------------------------------- | -------------------------------------------------------------------------------- | -------------------------------------------------------------------------------- |
| 3-9-2014                                                                         | Tallinn                                                                          | Estonia under 21                                                                 | 2 – 2                                                                            | Bulgaria under 21                                                                | Qual. Europeo Under-21 2015                                                      | -                                                                                |                                                                                  |
| 9-9-2014                                                                         | Aalborg                                                                          | Danimarca under 21                                                               | 7 – 1                                                                            | Bulgaria under 21                                                                | Qual. Europeo Under-21 2015                                                      | -                                                                                | 19’                                                                              |
| 12-6-2015                                                                        | Vienna                                                                           | Austria under 21                                                                 | 3 – 1                                                                            | Bulgaria under 21                                                                | Amichevole                                                                       | 1                                                                                |                                                                                  |
| 4-9-2015                                                                         | Târgu Mureș                                                                      | Romania under 21                                                                 | 0 – 2                                                                            | Bulgaria under 21                                                                | Qual. Europeo Under-21 2017                                                      | -                                                                                |                                                                                  |
| 8-9-2015                                                                         | Razgrad                                                                          | Bulgaria under 21                                                                | 3 – 0                                                                            | Lussemburgo under 21                                                             | Qual. Europeo Under-21 2017                                                      | -                                                                                |                                                                                  |
| 9-10-2015                                                                        | Stara Zagora                                                                     | Bulgaria under 21                                                                | 2 – 0                                                                            | Armenia under 21                                                                 | Qual. Europeo Under-21 2017                                                      | -                                                                                | 72’                                                                              |
| 13-10-2015                                                                       | Aalborg                                                                          | Danimarca under 21                                                               | 1 – 0                                                                            | Bulgaria under 21                                                                | Qual. Europeo Under-21 2017                                                      | -                                                                                | 82’                                                                              |
| 25-3-2016                                                                        | Stara Zagora                                                                     | Bulgaria under 21                                                                | 0 – 0                                                                            | Galles under 21                                                                  | Qual. Europeo Under-21 2017                                                      | -                                                                                |                                                                                  |
| 29-3-2016                                                                        | Beggen                                                                           | Lussemburgo under 21                                                             | 0 – 0                                                                            | Bulgaria under 21                                                                | Qual. Europeo Under-21 2017                                                      | -                                                                                | 73’                                                                              |
| 7-10-2016                                                                        | Stara Zagora                                                                     | Bulgaria under 21                                                                | 0 – 3                                                                            | Danimarca under 21                                                               | Qual. Europeo Under-21 2017                                                      | -                                                                                | 46’                                                                              |
| Totale                                                                           |                                                                                  | Presenze                                                                         | 10                                                                               |                                                                                  | Reti                                                                             | 1                                                                                |                                                                                  |

## Palmarès

### Club

#### Competizioni nazionali
- Serie C: 1

Lecce: 2017-2018 (girone C)
- Coppa Italia Serie C: 1

Viterbese: 2018-2019
- Coppa di Bulgaria: 1

Levski Sofia: 2021-2022